# Adam Gontier
Pour les articles homonymes, voir Gontier.
Adam Wade Gontier est un musicien canadien né le 25 mai 1978 à Peterborough, en Ontario. Il était le chanteur et guitariste rythmique du groupe de metal alternatif Three Days Grace de 1992 à 2013. Après son départ, il en créé un nouveau qui se nomme Saint Asonia. En 2024, il réintègre Three Days Grace, ce qui fait qu'il est membre de deux groupes simultané. 

## Biographie
Adam a été influencé par sa mère et par The Beatles, Sunny Day Real Estate, Jeff Buckley et Alice in Chains.
Son intérêt pour la guitare a commencé avec sa mère en écoutant tout type de musique quand il grandissait. Adam Gontier a dit sur le site de Three Days Grace : « Ma mère est une musicienne, donc elle est vraiment la personne qui m'a instruit à l'expérience des concerts. Elle m'a fait chanter avec des groupes Jam dans des bars quand j'avais 12 ans. La musique de Seattle m'a vraiment inspiré, moi et mes chansons. ».
Adam possède plusieurs tatouages, incluant une grosse bande noire et des paroles de la chanson Never Too Late (Now and again we try to just stay alive maybe we'll turn it around 'cause it's not too late, it's never too late) sur son bras droit, un hommage à sa grand-mère sur son bras gauche (Gramma G 1919 - 2005) ainsi que le portrait de sa femme Naomi et des inscriptions juste au-dessus. Pendant qu'il était à Cleveland dans l'Ohio en mars 2007, il a ajouté un tatouage tribal sur son avant-bras droit.
Il porte également un "X" rouge sur la nuque, les mots "G R A C E" sur les doigts de la main droite et non pas "GAME", ainsi que "H O P E" sur ceux de la main gauche et non pas "HOLE" comme certains ont cru bon d'inventer.
En 2005 Gontier est allé en réhabilitation pour dépendance à l'oxycodone au Toronto rehab center CAMH (Center for Addiction and Mental Health), où beaucoup de chansons de l'album One-X ont été écrites, incluant Animal I Have Become, Over and Over, Pain, Riot et d'autres. Il est toujours sobre, et un documentaire à propos de sa lutte contre la drogue appelé Behind the Pain a été réalisé en 2007.
En 2006, Adam a fait partie du Big Dirty Band project (créé par Geddy Lee et Alex Lifeson)
Avec The Big Dirty Band, il a joué les soundtracks du film Trailer Park Boys. Le single plus populaire que les autres est I Fought the law, il chante au début et à la fin du single.
En 2007, Adam a chanté aux côtés d'Apocalyptica sur la chanson I Don't Care.
Quand Three Days Grace était en tournée avec Breaking Benjamin et Seether, Adam a chanté la partie Amy Lee d'Evanescence sur la chanson Broken lorsque Seether jouait.
Adam est marié à Naomi Faith Brewer.
Le cousin d'Adam qui est Cale Gontier a été technicien pour Three Days Grace à la basse, et Cale fait maintenant partie du groupe Thornley
Adam a chanté sur You Have A Choice avec plusieurs autres artistes, tels que : K-os, Ed Robertson du groupe de musique Barenaked Ladies, Ben Kowalewicz de Billy Talent, Sarah Harmer, Hawksley Workman, Jonny Hetherington d'Art of Dying sur la chanson "Raining", Jason Collett du groupe Broken Social Scene, Ian Lefeuvre du groupe The Hundreds and Thousands, Darren Dumas du groupe The Salads et the Arts contre le parti politique de Stephen Harper, au Canada.
Adam soutient, est supporter, et réalise le soundtrack du film Casper and Clover, film de Naomi Brewer, sa femme.
Le 21 décembre 2012, Adam envoie une lettre au groupe indiquant son départ de Three Days Grace, et commence une carrière solo. Son premier album sortira fin 2013.
Début 2015, il fonde son groupe, Saint Asonia, avec Mike Mushok (Staind), Rich Beddoe (ex-Finger Eleven) et Corey Lowery.
Adam Gontier fait également une chanson avec Big Dirty Band qui se nomme I fought The Law.
En 2015, il devient chanteur du groupe Saint Asonia et leur premier single se nomme Better Place.
En 2019, il sort son single en collaboration avec Sully Erna nommé ''The Hunted''
Dans la nuit du mercredi 19 avril 2023, Adam Gontier fait une apparition inattendue sur scène durant un concert du groupe Three Days Grace à la Propst Arena se situant à Huntsville dans l'Alabama. Il y chantera deux chansons de l’album One-X paru en 2006 avec l'actuel chanteur du groupe, Matt Walst : Never Too Late et Riot. Adam n'en a pas encore discuté sérieusement avec le groupe mais il reste ouvert pour se réunir à nouveau avec la bande, d'après une interview de la chaîne YouTube Rock Feed. Adam précise qu'ils ont grandi et ils s'entendent bien entre Adam et le reste du groupe Three Days Grace, ils s'envoient des messages, etc.
Le 3 octobre 2024, le groupe Three Days Grace annonce son retour officiel via Instagram après 11 ans. Il cohabitera avec Matt Walst.

## Apparitions diverses
| Année | Chanson      | Artiste(s)   | Album             |
| ----- | ------------ | ------------ | ----------------- |
| 2007  | I don't care | Apocalyptica | Worlds Collide    |
| 2011  | Raining      | Art of Dying | Vices and Virtues |